# Beatus de Ginebra
El Beatus de Ginebra és un manuscrit il·luminat que conté el comentari a l'Apocalipsi de Beat de Liébana. No fou descobert fins al 2007, relligat junt amb una gramàtica de Priscià. Sembla produït en un monestir italià de la regió de Benevento el segle xi. Es conserva a la Biblioteca de Ginebra amb la signatura Ms. Lat. 357.

## Història i descripció
El manuscrit va arribar el 2007 a la Biblioteca de Ginebra amb una donació dels franciscans de l'Institut Florimont. Fins aleshores el beatus no havia estat identificat. Sembla que en el segle xviii el manuscrit es trobava a l'abadia d'Aulps (Savoia) d'on fou tret per un particular durant la Revolució Francesa.
Pel tipus d'escriptura que s'utilitza, el beatus sembla produït a la regió de Benevento, el segle xi (però alguns folis a l'inici són en escriptura carolina). Això el converteix en el més antic dels que semblen produïts a Itàlia (l'altre és el de Berlín).
El còdex consta de 245 folis; mesura 250 x 160 mm.; del f. 149 en endavant hi ha la còpia del beatus que consta, doncs, de 97 folis. Estan escrits en un pergamí de qualitat mitjana, a dues columnes amb 43 o 44 línies per pàgina. Del beatus, en falten els folis inicials i finals, cosa que dificulta la identificació del seu origen. Les 65 miniatures són de petit format; només una ocupa un foli sencer (la taula dels noms de l'Anticrist, 217r) i un parell o tres més són d'un format superior al d'una columna (la Jerusalem celestial, 241r; la destrucció de Babilònia, 232r).